# Infradźwięki
Infradźwięki, poddźwięki – fale akustyczne, których częstotliwość jest za niska, aby usłyszał je człowiek. Za dolną granicę słyszalnych częstotliwości, jednocześnie górną granicę infradźwięków, przyjmuje się częstotliwość 20 Hz.
Hałas, w którego widmie występują składowe o częstotliwościach infradźwiękowych, określa się hałasem infradźwiękowym i hałasem niskoczęstotliwościowym.
Gdy akustyczna fala sinusoidalna jest odtwarzana w idealnych warunkach i przy bardzo dużej głośności, ludzki słuch będzie w stanie zidentyfikować dźwięki tak niskie, jak 12 Hz, a poniżej 10 Hz można odczuć pojedyncze cykle dźwięku, a także wrażenie ciśnienia w bębenkach usznych. Niektóre zwierzęta jak słonie i wieloryby słyszą infradźwięki i wykorzystują je do komunikacji na duże odległości.

## Pojęcie infradźwięków
Infradźwięki to z fizycznego punktu widzenia wszystkie dźwięki poniżej progu słyszalności, tj. 20 Hz. Jest to trochę nieścisłe twierdzenie, gdyż przy dostatecznie wysokich poziomach ciśnienia akustycznego infradźwięki odbierane są przez ucho i układ przedsionkowy. W niektórych opracowaniach za górną granicę infradźwięków przyjęto 16 Hz. Ostatecznie ta rozbieżność została uporządkowana poprzez wprowadzenie odpowiednich norm:
- według nieaktualnej już polskiej normy PN-86/N-01338:1986 infradźwiękami nazywano dźwięki lub hałas, którego widmo częstotliwościowe zawarte jest w zakresie od 2 Hz do 16 Hz, w nowelizacji PN-Z-01338:2010 określono zakres hałasu infradźwiękowego dla dźwięków z przedziału od 1 Hz do 20 Hz
- według ISO 7196 infradźwiękami nazywamy dźwięki lub hałas, którego widmo częstotliwościowe zawarte jest w zakresie od 1 Hz do 20 Hz.

Zgodnie z normą PN-86/N-01338, w odniesieniu do infradźwięków sztucznego pochodzenia, wprowadzono pojęcie hałasu infradźwiękowego oraz hałasu niskoczęstotliwościowego.

## Charakterystyka
Infradźwięki mają bardzo dużą długość fali – powyżej 17 m, przez to słabo tłumione mogą rozchodzić się na znaczne odległości. Drugim problemem jest ich słabe tłumienie poprzez ekrany akustyczne.

## Źródła infradźwięków

### Naturalne
Naturalne źródła infradźwięków (z przedziału 0,01÷20 Hz) to:
- bolidy[7],
- duże wodospady,
- fale morskie[8][9]
- lawiny[7],
- silny wiatr,
- pioruny[10]
- tornada[5],
- trzęsienia ziemi (fale sejsmiczne)[7],
- wulkany[7]
- zorza polarna[5],
- niektóre gatunki zwierząt (np.: słonie, żyrafowate, hipopotamy, wieloryby i aligatory)[5],
- pękający lodowiec.

### Antropogeniczne
Sztuczne (wytworzone przez ludzi) źródła infradźwięków to:
- ciężkie pojazdy samochodowe,
- drgania mostów,
- eksplozje,
- wybuchy atomowe i termojądrowe,
- głośniki[11]
- odrzutowce i śmigłowce,
- silniki rakietowe,
- sprężarki tłokowe, pompy próżniowe i gazowe, turbodmuchawy, elektrownie wiatrowe, wentylatory przemysłowe, młoty kuźnicze,
- wieże wiertnicze,
- rurociągi,
- urządzenia chłodzące i ogrzewające powietrze (np.: klimatyzatory i lodówki),
- najniższe tony w organach piszczałkowych (32', 64') - 8 Hz.

## Oddziaływanie
Badania nad oddziaływaniem infradźwięków są prowadzone głównie na zwierzętach, z tego względu nie został dokładnie poznany wpływ infradźwięków na człowieka. Wiadomo, że powodują one u ludzi wrażenia słuchowe i pozasłuchowe. Odbierane są przez narząd słuchu, proprioreceptory i mechanoreceptory.
Wiele opracowań wskazuje, że przy narażeniu na wysokie poziomy infradźwięków mogą wystąpić: poczucie ucisku w uszach, dyskomfortu, nadmiernego zmęczenia, senności oraz zaburzenia sprawności psychomotorycznej i funkcji fizjologicznych, a nawet apatii i depresji. Badania prowadzone na zwierzętach wykazały, że infradźwięki o bardzo dużym natężeniu mogą doprowadzić do poważnego uszkodzenia struktur ucha. Jednak nie ma wiarygodnych badań wskazujących na szkodliwość występujących w życiu codziennym źródeł infradźwięków. Dopiero narażanie na bardzo wysoki poziom takiego typu hałasu może być niebezpieczne dla zdrowia. Wyniki dotychczasowych badań w tym zakresie są niejednoznaczne, a wrażliwość poszczególnych osób na ekspozycję infradźwiękową jest bardzo zróżnicowana.